# ラジオビジネス塾 〜35歳からのスキルアップ〜
『ラジオビジネス塾 〜35歳からのスキルアップ〜』（ラジオビジネスじゅく さんじゅうごさいからのスキルアップ）は、NHKラジオ第2放送にて2014年4月3日から2015年3月27日まで放送されたラジオ番組である。

## 概要
この番組では35歳前後の中堅社員をターゲットに、実際にビジネスの現場で役立つ「実践的な知識」を身につけてもらうもので、ビジネスの場面ですぐに使える知識をわかりやすく提供するのものである。
2015年4月からは、2010年度から2012年度にEテレで放送された「仕事学のすすめ」のリメイク版と位置付けた「ラジオ仕事学のすすめ」にリニューアルされる。

## 放送時間
- 本放送：木曜・金曜 22:15 - 22:30
- 再放送：日曜 22:00 - 22:30、次週木・金曜 9:30 - 9:45

## 出演者
- 飯田泰之（明治大学准教授）